# 朱塞佩·基亞拉
朱塞佩·基亞拉（義大利語：Giuseppe Chiara，1602年—1685年8月24日）是一位義大利籍耶穌會傳教士。
出生在西西里王國的巴勒莫。1643年6月27日，他在日本筑前國登陸，試圖尋找先前被捕的葡萄牙籍傳教士克里斯托旺·費雷拉，隨即被抓獲送往長崎，後被押往江戶。基亞拉被吊在洞穴裏面連續拷打三天，最終叛教，改名岡本三右衛門（日语：／ Okamoto San'emon）。
他是日本作家遠藤周作的著作《沉默》中塞巴斯蒂昂·罗德里格斯（Sebastião Rodrigues）的原型。1971年的電影《沉默》中由David Lampson飾演罗德里格斯；在2016年的同名電影中則由安德魯·加菲爾德飾演罗德里格斯。